# Хилај
Хилај (грч. Ὑλαιος) је у грчкој митологији било име више личности.

## Етимологија
Име Хилај значи „из шуме“.

## Митологија
Према Хигину и Овидијевим „Метаморфозама“, био је један од Актеонових паса. Хилај је и име чак три кентаура. О једном је писао Аполодор и он је, заједно са Ројком, покушао да силује Аталанту и она их је устрелила. То се десило у току лова на Калидонског вепра. У Вергилијевој „Енејиди“ се такође помиње кентаур кога је убио Херакле, али под нејасним околностима. Међутим, неки извори наводе да је то учинио када су га кентаури напали због вина које је припадало свима, а које му је дао кентаур Фол. Овај први, који је напао Аталанту, описан је као аркадијски, док је други тесалски. Неки извори указују да су ова два кентаура иста личност, али о коме постоје различите приче. Такође, постоји и прича према којој је изгубио живот у борби против Лапита. За овог кентаура се говорило и да је напао и више пута ранио Аталантиног љубавника Меланиона. Трећег кентаура је поменуо Нон и он се придружио Дионису на његовом походу на Индију. Убио га је индијски генерал Оронт.

## Биологија
Латинско име ових личности (Hylaeus) је назив за род пчела.